# المسيحية في ترينيداد وتوباغو

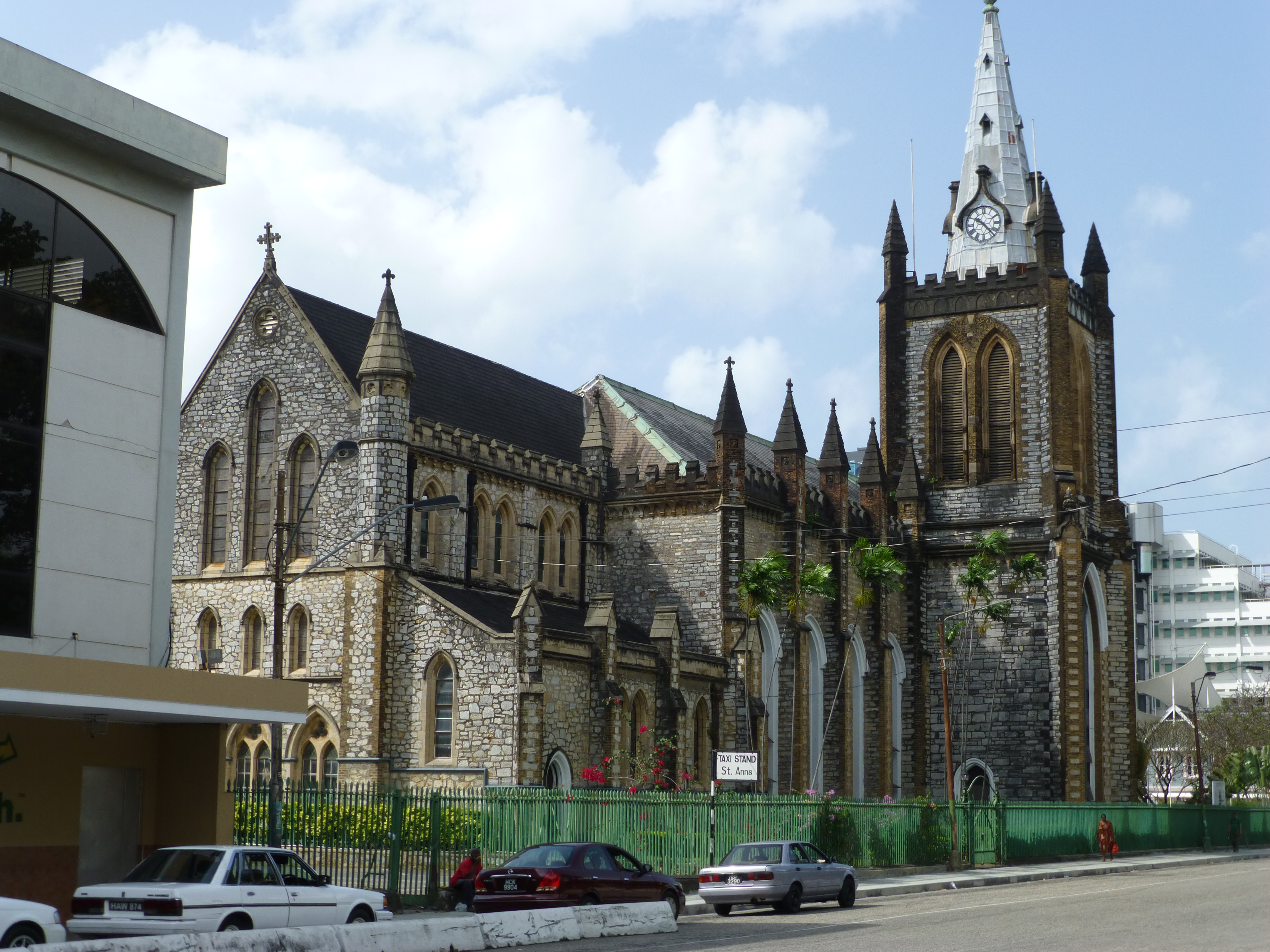
كاتدرائية الروح القدس في بورت أوف سبين.

تُشكل المسيحية في ترينيداد وتوباغو أكثر الديانات إنتشاراً بين السكان، وتبلغ نسبة المسيحيين 55.3% حسب التعداد السكاني لعام 2011، يليهم الهندوس بحوالي 18.1% من السكان. يعتبر البلد بلد متنوع دينيًا. المجموعات الدينيَّة الأسرع نمواً في البلاد هي مجموعة من الكنائس الإنجيلية والأصوليَّة والتي عادةً ما يتم تصنيفها على أنها "خمسينية"، كما وسعت كنيسة يسوع المسيح لقديسي الأيام الأخيرة وجودها في البلاد منذ أواخر عقد 1970.
وفقًا لتعداد السكان عام 2011، قال 21.6% من السكان أنهم كاثوليك وقال حوالي 33.7% أنهم بروتستانت (بما في ذلك حوالي 12.0% خمسينيين، و6.8% من أتباع الكنيسة المعمدانية، و5.6% الأنجليكانية، و4.0% من السبتيين، و2.4% من أتباع الكنيسة المشيخية وحوالي 0.6% من أتباع مذهب الميثودية). بحسب التعداد السكاني لعام 2011 فإن حوالي 18.8% من هنود ترينيداد وتوباغو من المسيحيين، في حين أنَّ الغالبيَّة العطمى من سكان ترينيداد وتوباغو ذوي الأصول الأفريقيَّة والأوروبيَّة من المسيحيين ومعظهم من أتباع الكنيسة الرومانية الكاثوليكية والأنجليكانيَّة والميثودية.

## تاريخ

### خلفية تاريخية

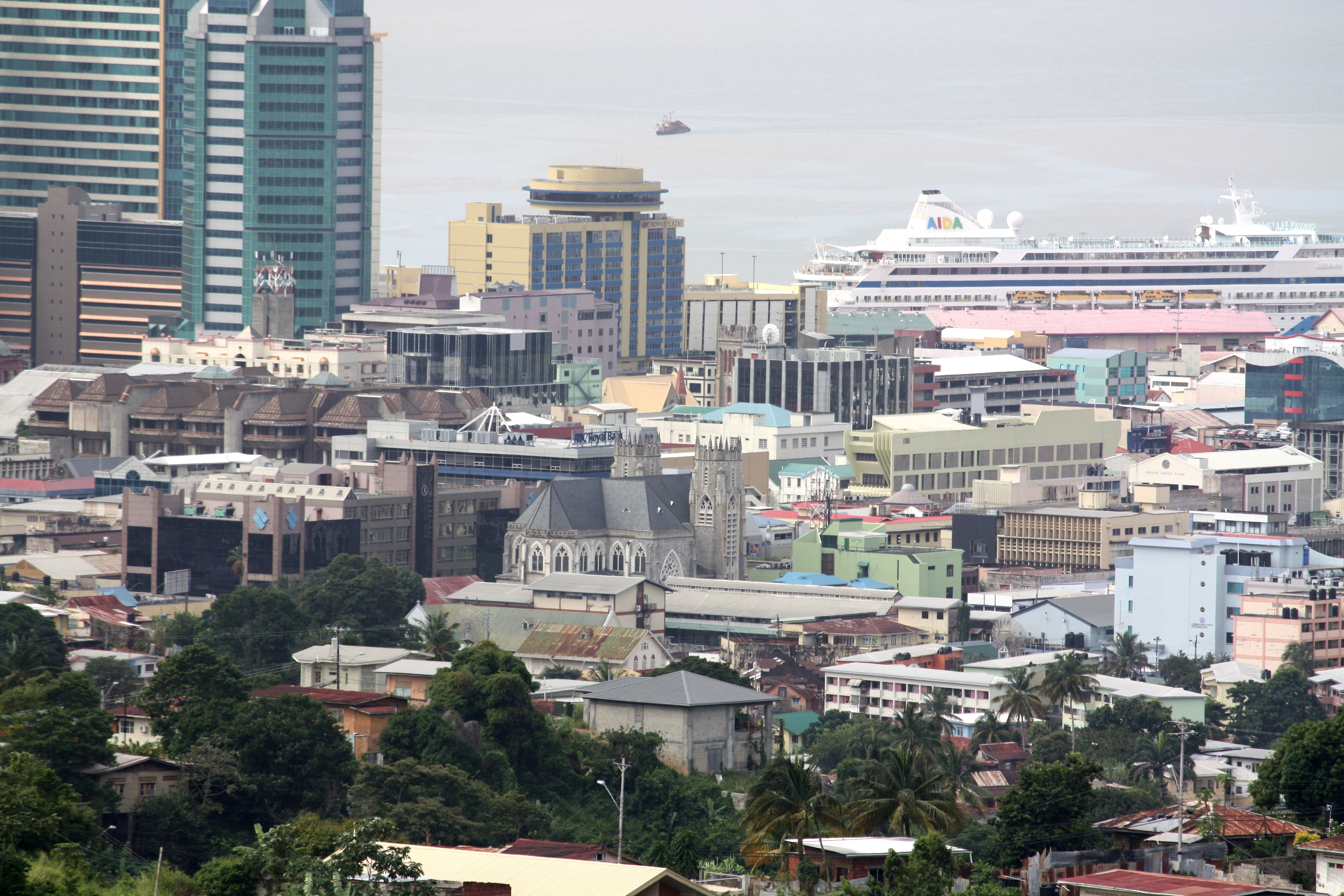
كاتدرائية المسبحة المقدسة تتوسط بورت أوف سبين.

كانت الكنيسة الكاثوليكية حاضرة في جزيرة ترينيداد منذ القرن الخامس عشر، عندما وصل المبشرون الأوائل إلى المنطقة من خلال الرهبان الدومينيكان والفرنسيسكان. أدَّت المشاريع التبشيريَّة للبلاد في القرن السادس عشر إلى وفاة عدد من المبشرين، وفي عام 1516، سميت ترينيداد بدير إقليمي، والتي كانت أول مبنى كاثوليكي في ترينيداد وتوباغو. توقف هذا الدير الإقليمي في عام 1650. وتم بناء أول كنيسة كاثوليكية في ترينيداد في عام 1591. عمل الكبوشيون هناك من عام 1618 إلى عام 1803. وفي عام 1672، أدرجت ترينيداد والجزر المجاورة تحت سلطة أبرشية بورتوريكو وفي عام 1790 تحت سلطة أبرشية سانتو توماس دي غوايانا، والتي أصحبت تعرف الآن أبرشية الرومان الكاثوليك في سيوداد بوليفار. في عام 1797 ، خضعت ترينيداد للسيطرة البريطانيَّة واستمر العمل التبشيري بسبب منح حرية العبادة للكاثوليك. وفي عام 1818 تأسست النيابة الرسوليَّة لترينيداد، وفي 30 أبريل من عام 1850، تمت ترقيتها إلى أبرشية الرومان الكاثوليك في بورت أوف سبين من عام 1850. وبدأ النشاط التبشيري المستمر للكنيسة الرومانية الكاثوليكية في عام 1864 في ترينيداد. وفي عام 1864 بدأ رؤساء الأساقفة برنامجًا جديًا من التبشير في جزيرة توباغو، حيث ازدهرت الطوائف المسيحية الأخرى في هذه الأثناء، بما في ذلك الكنيسة الأنجليكانية والميثودية.

### الوضع الحالي

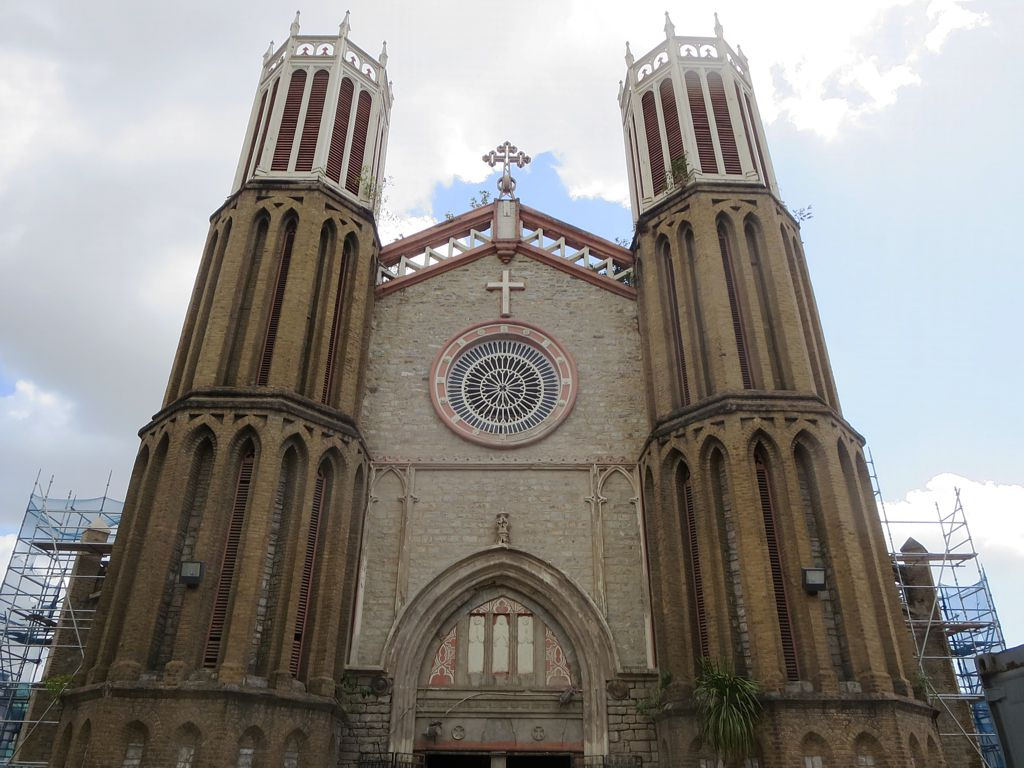
كاتدرائية الحبل بلا دنس في مدينة بورت أوف سبين.

خلال العقود الأولى من الاستيطان الهندي، قوبلت الأشكال الثقافية الهندية إما بازدراء أو عدم مبالاة من قبل الأغلبية المسيحيّة في ترينيداد وتوباغو. وقدّم الهندوس مساهمات عديدة في تاريخ وثقافة ترينيداد، على الرغم من أن الدولة كانت تعتبر الهندوس تاريخياً مواطنين من الدرجة الثانية. كافح الهندوس في ترينيداد حول منح امتياز للبالغين، ومشروع قانون الزواج الهندوسي، ومشروع قانون الطلاق، ومرسوم حرق الجثث، وغيرها من القوانين التمييزية. بعد استقلال ترينيداد عن الحكم الإستعماري البريطاني، تم تهميش الهندوس من قبل الحركة الشعبية الوطنية التي كانت تتخذ من أفريقيا مقراً لها. وتم تصوير الحزب المعارض، الحزب الشعبي الديمقراطي، على أنه «مجموعة هندوسية»، وتم اعتبار الهندوس «أقلية معادية وعدائية». وكان لنزوح الحركة الوطنية من أجل الديمقراطية في عام 1985 من شأنه أن يحسن الوضع.
أدت الاحتجاجات المكثفة على مدار عقد 1980 إلى تحسن في مواقف الدولة تجاه الهندوس. انحراف بعض الجوانب الأساسية للثقافة الهندوسية المحلية، وفصل المجتمع الهندوسي عن ترينيداد، وعدم الرغبة في المخاطرة بمحو الجوانب الأكثر جوهرية لما تم تشييده بمثابة «هندوسية ترينيداد» والتي كانت هوية الجماعة فيها قد تم تأصيلها، وكثيراً ما توّلد الشقاق عندما تتصل أبعاد معينة من الثقافة الهندوسية بالدولة ذات الأغلبية المسيحية. في حين تستمر التناقضات بين المسيحيين والهندوس في إثارة النقاش والجدل، وتعرض الهندوس أيضًا إلى حملات تبشيرية مستمرة من قبل المبشرين المسيحيين. وعلى وجه التحديد من قبل المسيحيين الإنجيليين والخمسينيين. مثل هذه الأنشطة تعكس التوترات العرقية التي تنشأ في بعض الأحيان بين المجتمعات المسيحية الأفرو-ترينيدادية والهندوسية-الهندو-ترينيدادية.
يعتنق معظم الأفرو الترينيداديين المسيحية ديناً، خصوصاً إلى مذهب الكنيسة الرومانية الكاثوليكية والأنجليكانية (خصوصاً في توباغو) والميثودية. بحسب التعداد السكاني لعام 2011 فإن حوالي 18.8% من هنود ترينيداد وتوباغو من المسيحييين ومعظمهم على المذهب الإنجيلي والخمسيني والكاثوليكي. ويُعد المجتمع الكاثوليكي في البلاد أكبر مجتمع كاثوليكي في منطقة البحر الكاريبي الناطقة بالإنجليزية. وتُدار الأمَّة دينيًا من خلال أبرشية بورت أوف سبين، والتي تنقسم إلى 61 أبرشية. يوجد في بورت أوف سبين كاتدرائية السيدة العذراء مريم، وهي كنيسة صغيرة. رئيس أساقفة بورت أوف سبين هو عضو في مؤتمر الأساقفة في جزر الأنتيل. العلاقات بين الكنيسة والدولة وديَّة؛ كلاهما يريد المزيد من رجال الدين المحليين، وعلى الرغم من وجود العديد من القضايا والمضايقات التي تسببها شخصية رؤساء الجريمة الذين لديهم علاقة وثيقة بين كل من الروحانية إلى جانب العلاقات الأسرية مع عدد من الأعضاء البارزين في الكنيسة.